# Riess Kelomat

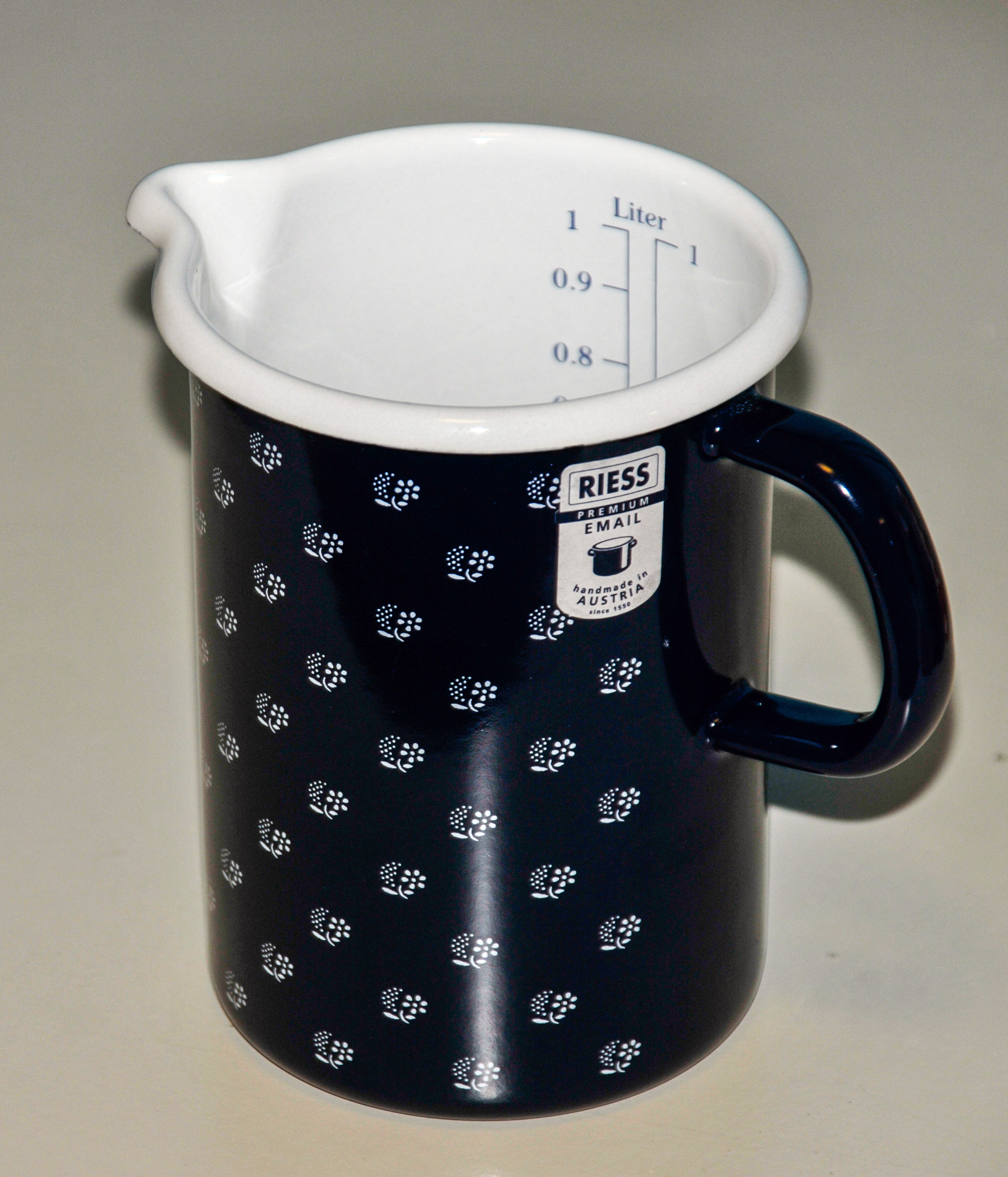
Messbecher von Riess aus Emaille, Muster Dirndl nach Vorbild des Blaudrucks

Riess Kelomat GmbH (Eigenschreibweise RIESS KELOmat) ist ein metallverarbeitendes österreichisches Familienunternehmen mit Sitz Ybbsitz.
Das Unternehmen, dessen Wurzeln bis 1550 zurückreichen, ist heute nach eigener Aussage der einzige Kochgeschirrhersteller Österreichs. Im Jahr 2014 bewegte sich der Umsatz bei 15 Millionen Euro mit 120 Mitarbeitern. Die Exportquote beträgt 25 Prozent.

## Geschichte
Auf einem Besitz, der 1350 als sub eben apud tanzstatt erstmals in Ybbsatz urkundlich Erwähnung fand, wurde 1550 ein Pfannenhammer gegründet. Dieser gelangte im Jahr 1690 in den Besitz der Familie Schrottmüller. 1801 heiratete Johann Riess aus Steyr in die Familie ein.
1890 wurde der Schmiedebetrieb für Metallzieh- und -drückprodukte umstrukturiert. Die drei Brüder Julian, Leopold und Josef Riess begannen 1922 mit Emaillierungen von Kochgeschirr. Zur Energiegewinnung bauen die Brüder in den Jahren 1926 bis 1935 drei Wasserkraftwerke.
Im Jahr 2000 übernahmen Julian, Friedrich und Susanne Rieß in neunter Generation die Führung des Familienunternehmens. 2001 übernahm die Riess GesmbH & Co KG die Marke Kelomat vom oberösterreichischen Autozulieferer Gruber & Kaja, der die Marke im Jahr 1948 angemeldet hatte. Gruber & Kaja war zu dieser Zeit Marktführer mit den Druckkochtöpfen in Österreich, wollte sich aber von der Sparte trennen und sich auf Gussprodukte zurückziehen.
Bis 2005 wurde der Export ausgebaut, so dass man in mehr als 35 Länder lieferte. Seit 2014 gehört auch China zum Markt.
Das Ybbs-Kleinwasserkraftwerk Gaissulz in Ybbsitz, das seit 1937 läuft, dient dem Unternehmen zur Selbstversorgung mit Elektrizität.
Bei Riess werden die 1923 eingeführten dunkelblauen Wiener Straßenschilder erzeugt. Sie ersetzten den Zinkguss mit erhaben ausgebildeten Frakturlettern (heutzutage nachgebildet aus Faserverbundkunststoff an historischen Ensembles). Auch die Straßenschilder in Graz, Klagenfurt, Frankfurt/Flughafen und Triest werden bei Riess-Kelomat hergestellt. Über Grundemail wird das Deckemail in Wiener Blau aufgeschmolzen. Durch Raster-Siebdruck wird zuletzt die Schrift (lateinische Buchstaben mit Serifen) aufgetragen und in einem dritten Schmelzvorgang, diesmal bei 820 °C, aufgebrannt.

## Auszeichnungen (Auszug)
- Leitbetrieb Österreich
- 2010: Staatspreis
- 2011: Staatspreis
- 2012: Designpreis
- 2013: Designpreis
- 2014: Helios
- 2015: Mittelstandshero
- 2015: Trigos-Niederösterreich